# Dura (geslacht)
Dura is een geslacht van vlinders van de familie spinneruilen (Erebidae).

## Soorten
- D. ageta Collenette, 1955
- D. alba Moore, 1879
- D. albicans Walker, 1856
- D. amianta Collenette, 1932
- D. amplipennis Walker, 1865
- D. apalochroa Collenette, 1930
- D. basistriga Joicey & Talbot, 1917
- D. centema Collenette, 1947
- D. cinnamomina Rothschild, 1915
- D. dasychiroides Rothschild, 1930
- D. dubia Bethune-Baker, 1904
- D. eucraera Collenette, 1949
- D. helicta Collenette, 1949
- D. inhonorata (Hopffer, 1874)
- D. isabella Collenette, 1947
- D. leptodes Collenette, 1947
- D. marginepunctata Bethune-Baker, 1904
- D. nepha Joicey & Talbot, 1917

- D. niveus Bethune-Baker, 1904
- D. ochrias Turner, 1906
- D. passonyx Collenette, 1947
- D. plectrophora Collenette, 1947
- D. pratti Bethune-Baker, 1904
- D. prionodesma Turner, 1920
- D. pseudalba Holloway, 1999
- D. silca Swinhoe, 1903
- D. spodea Bethune-Baker, 1904
- D. sulphurea Bethune-Baker, 1904